# Diaz : un crime d'État
Pour les articles homonymes, voir Diaz.
Pour plus de détails, voir Fiche technique et Distribution.
Diaz : un crime d'État (titre original : Diaz: Don't Clean Up This Blood) est un film dramatique et historique italo-franco-roumain réalisé par Daniele Vicari, sorti en 2012.  
Le film raconte l'assaut mené, dans la nuit du 21 au 22 juillet 2001, par la police contre l'école Diaz, tant du point de vue des militants que des forces de l'ordre.

## Synopsis
En 2001, pendant le sommet du G8 a Gênes (Italie), des altermondialistes manifestent pacifiquement dans ce qui est un mouvement de masse sans revendication, demandant simplement justice pour le monde entier. Dans le même temps, une bouteille vide, lancée par un manifestant, s'écrase sur le sol. Des anarchistes du Black bloc saccagent la ville, mettent le feu à des voitures et pillent les commerces. Au cours des heurts violents, un manifestant, Carlo Giuliani, est tué délibérément par la police.
Le dernier jour du sommet du G8, sous prétexte de la bouteille lancée contre eux, quelque 300 policiers envahissent l'école Diaz, où est établi le centre d'information alternatif mis en place pour le contre-sommet, et attaquent délibérément et sans distinction les personnes qui y logent et qui s'apprêtaient à se coucher. L'opération policière est menée contre l'établissement scolaire car les autorités supputent que ce sont des membres violents du Black bloc qui y résident. Tous sont matraqués, jeunes et vieux, garçons et filles. Même un journaliste italien de droite est frappé sans ménagement. Les violences policières font de nombreux blessés, dont certains graves, et plusieurs dizaines de militants altermondialistes sont arrêtés illicitement pendant trois jours après que les policiers ont monté de toutes pièces des preuves en vue de justifier leur action. Emprisonnés, les manifestants subissent matraquages, humiliations et autres insultes. Les filles doivent se déshabiller et tourner nues sur elles-mêmes devant les policiers.

## Fiche technique
- Titre : Diaz : un crime d'État
- Titre original : Diaz: Don't Clean Up This Blood
- Réalisation : Daniele Vicari
- Scénario : Daniele Vicari, Laura Paolucci, Alessandro Bandinelli et Emanuele Scaringi
- Directeur de la photographie : Gherardo Gossi
- Montage : Benni Atria
- Musique : Teho Teardo
- Producteur : Domenico Procacci
  - Producteur exécutif : Gianluca Leurini
  - Coproducteur : Jean Labadie, Bobby Paunescu
- Production : Fandango, Mandragora Movies et Le Pacte
- Distribution : Le Pacte
- Pays d'origine :  Italie,  France,  Roumanie
- Langues : italien, allemand, anglais, français, espagnol
- Genre : drame
- Durée : 127 minutes
- Dates de sortie :
  -  Italie : 13 avril 2012
  -  Pologne : 23 novembre 2012
  -  République tchèque : 31 janvier 2013
  -  France : 5 juin 2013

### Lieux de tournage
- Gênes
- Bucarest (Roumanie)

## Distribution
- Claudio Santamaria : Max Flamini
- Jennifer Ulrich : Alma Koch
- Elio Germano : Luca Gualtieri
- Davide Iacopini : Marco
- Ralph Amoussou : Étienne
- Fabrizio Rongione : Nick Janssen
- Renato Scarpa : Anselmo Vitali
- Mattia Sbragia : Armando Carnera
- Antonio Gerardi : Achille Faleri
- Paolo Calabresi : Francesco Scaroni
- Francesco Acquaroli : Vinicio Meconi
- Alessandro Roja : Marco Cerone
- Eva Cambiale : Donata Stranieri
- Rolando Ravello : Rodolfo Serpieri
- Monica Barladeanu : Constantine
- Émilie de Preissac : Camille
- Ignazio Oliva : Marzio Pisapia
- Camilla Semino Favro : Franci
- Aylin Prandi : Maria
- Mica Bara : Karin
- Sarah Marecek : Inga
- Lilith Stangenberg : Bea
- Christian Blümel : Ralph
- Christoph Letkowski : Rudy
- Esther Ortega : Ines
- Pietro Ragusa : Aaron
- Gerardo Mastrodomenico : Sesto Vivaldi
- Cezar Vlad Eugeniu Popescu : Responsable GSF 3
- Bruno Armando

## Distinctions
- 2013 : Festival du film italien d'Annecy : Terra di cinema : prix du public de la meilleure fiction (ex aequo avec Ali a les yeux bleus (Alì ha gli occhi azzurri) de Claudio Giovannesi)
- 2013 : Festival 2 cinéma de Valenciennes : Mention spéciale de la critique, catégorie fiction